# Industrialiserat byggande
Industrialiserat byggande är en metod för att bygga rationellt genom elementbyggnadsteknik och med standardiserade byggmetoder. Byggnadsdelar förtillverkas och sammanfogas i monteringsanläggningar för att sedan efter transport monteras till färdiga byggnader på byggplatsen. Byggforskningen rapporterade 1968 beträffande det svenska elementbyggeriet att tillverkningen av element övergått från provisoriska fältfabriker till stationära fabriker. Detta ger jämnare produktion och kvalitet, men samtidigt längre transporter.
Under 1900-talets andra hälft har kostnaden för de tekniska installationerna på byggplatsen tillsammans med efterarbete (slutfinish) kommit att utgöra en allt mer ökande andel av byggnadskostnaden. På 1990-talet utgjorde installationskostnaderna cirka 20-25 procent av den totala byggnadskostnaden för flerbostadshus mot 10 procent 1966. 
Genom att bygga industriellt kan denna kostnad förmodligen minskas. Standardisering är en förutsättning för ett industrialiserat byggande.

## Öppet system
I ett öppet system är komponenter som framställs av olika tillverkare utbytbara. Detta möjliggör upphandling i konkurrens. Ett öppet standardiserat system innebär möjligheter till kontinuerlig produktutveckling och även möjligheter att bättre utnyttja nationell (eller lokal) tillverkningsanläggningskapacitet.
Det öppna systemet bygger på måttsamordning, modulkoordinering och standardisering av tillverkningen av produkter och inte minst en acceptans av byggandets parter. Det öppna systemet för industrialiserat byggande har kommit till varierande användning i olika länder. Det är inte i sig materialspecifikt utan kan användas av såväl betongindustrin, lättbetongindustrin, stålbyggnadsindustrin och träindustrin.
Ett led i måttsamordningen är den internationellt accepterade basmodulen 1M (en decimeter) och en serie överenskomna stormoduler om 3M, 6M och så vidare. Det verkliga måttet på ett byggelement får aldrig överskrida  byggelementets modulmått. Stormodulerna har sin främsta betydelse för den bärande stommen. För nästan all annan standardisering är det basmodulen 1M som är grunden.
För att belysa konsekvenserna av en planering med planmodulen 3M utarbetade Statens institut för byggnadsforskning två exempel: Lägenheter med 3M och Studentbostadshus med modulmått.
Ett exempel på ett försök att systematisera byggnadsprocessen är det finska TAT-systemet.

## Slutet system
Ett slutet system karakteriseras av att producenten erbjuder ett system med delar som passar inbördes men inte till andra tillverkares system. Ofta erbjuds färdiga lösningar som marknadsförs i till exempel totalentreprenad. Inom sig kan systemet innehålla standardprodukter.
Större byggföretag utvecklar ofta egna slutna system.